# قائمة الأفلام المصرية سنة 1952
هذه قائمة بالأفلام المصرية لسنة 1952 مرتبة أبجديا

## 1952
- آمال
- آمنت بالله
- اديني عقلك
- الأستاذة فاطمة
- الأسطى حسن
- الحب بهدلة
- المساكين
- المنتصر
- المنزل رقم 13
- النمر
- الهوا مالوش دوا
- بشرة خير
- بيت النتاش
- حبيب قلبي
- حلال عليك
- حياتي أنت
- عايزة أتجوز
- عنتر ولبلب
- غلطة أب
- قدم الخير
- قليل البخت
- لحن الخلود
- ليلة القدر
- مسمار جحا
- ما تقولش لحد
- من أين لك هذا
- من القلب للقلب
- يسقط الاستعمار
- يا حلاوة الحب
- مصري في لبنان